# Outamba-Kilimi-Nationalpark

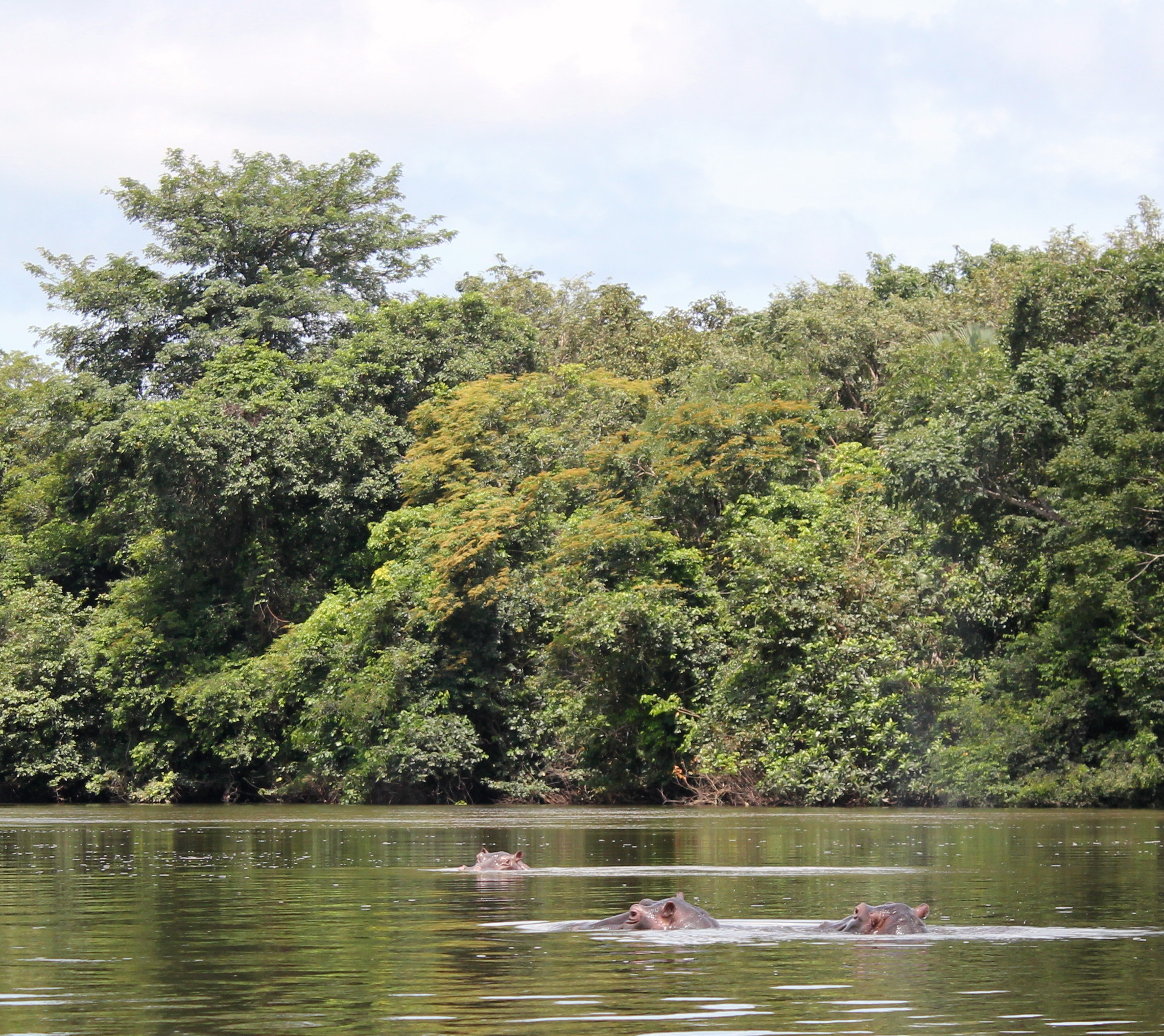
Flusspferde in OKNP

Der Outamba-Kilimi-Nationalpark (englisch Outamba-Kilimi National Park) liegt im Nordwesten Sierra Leones nahe der Grenze nach Guinea. Als einer von nur wenigen Nationalparks im Lande, zählt er zu den touristischen Höhepunkten einer Reise nach Sierra Leone. 1986 gegründet (seit 1995 Nationalpark) zeichnet sich die Landschaft durch Feuchtsavanne und Primärwaldregionen mit einigen Hügeln (unter anderem Outamba) und zahlreichen Flüssen (unter anderem Kilimi) aus.
Der Park ist in die beiden Gebiete Outamba (741 km²) und Kilimi (368 km²) untergliedert, die einige Kilometer voneinander getrennt liegen. Der normale Reisende wird sich vor allem im Outamba-Gebiet aufhalten.
Den Park erreicht man mit einem Geländefahrzeug (unbedingt notwendig) über Makeni und Kamakwie. Ein Engpass ist die kurze Fährverbindung über den Little Scarcies River. Auf der anderen Seite sieht man ein Schild, das (rechts) zum Nationalpark führt. Hier befindet sich das Camp und das Visitors Center.

## Fauna und Flora
Während des 10-jährigen Bürgerkrieges wurden zahlreiche Tiere im Nationalpark von den Rebellen als Nahrung getötet. Hierzu zählen auch viele durch internationale Abkommen geschützte Arten. In den letzten fünf Jahren hat sich der Bestand der meisten Tierarten jedoch sehr positiv entwickelt.
Im Nationalpark gibt es unter anderem neun Affenarten, davon sind der Schimpanse, der Rote und Schwarz-Weiße Stummelaffe sowie die Rußmangabe als bedroht eingestuft. Die Schimpansenpopulation im Nationalpark wird laut dem letzten Census 2010 mit mehr als 1000 angegeben.
Outamba-Kilimi ist eines der letzten Rückzugsgebiete großer Tierarten in Westafrika. Hier leben Flusspferde und mit etwas Glück sieht man Elefanten, Leoparden, Bongos und Krokodile sowie verschiedene Ducker-Arten.
Der Nationalpark ist ein Paradies für Ornithologen. Mindestens 105 Vogelarten wurden nachgewiesen.

## Touristisches

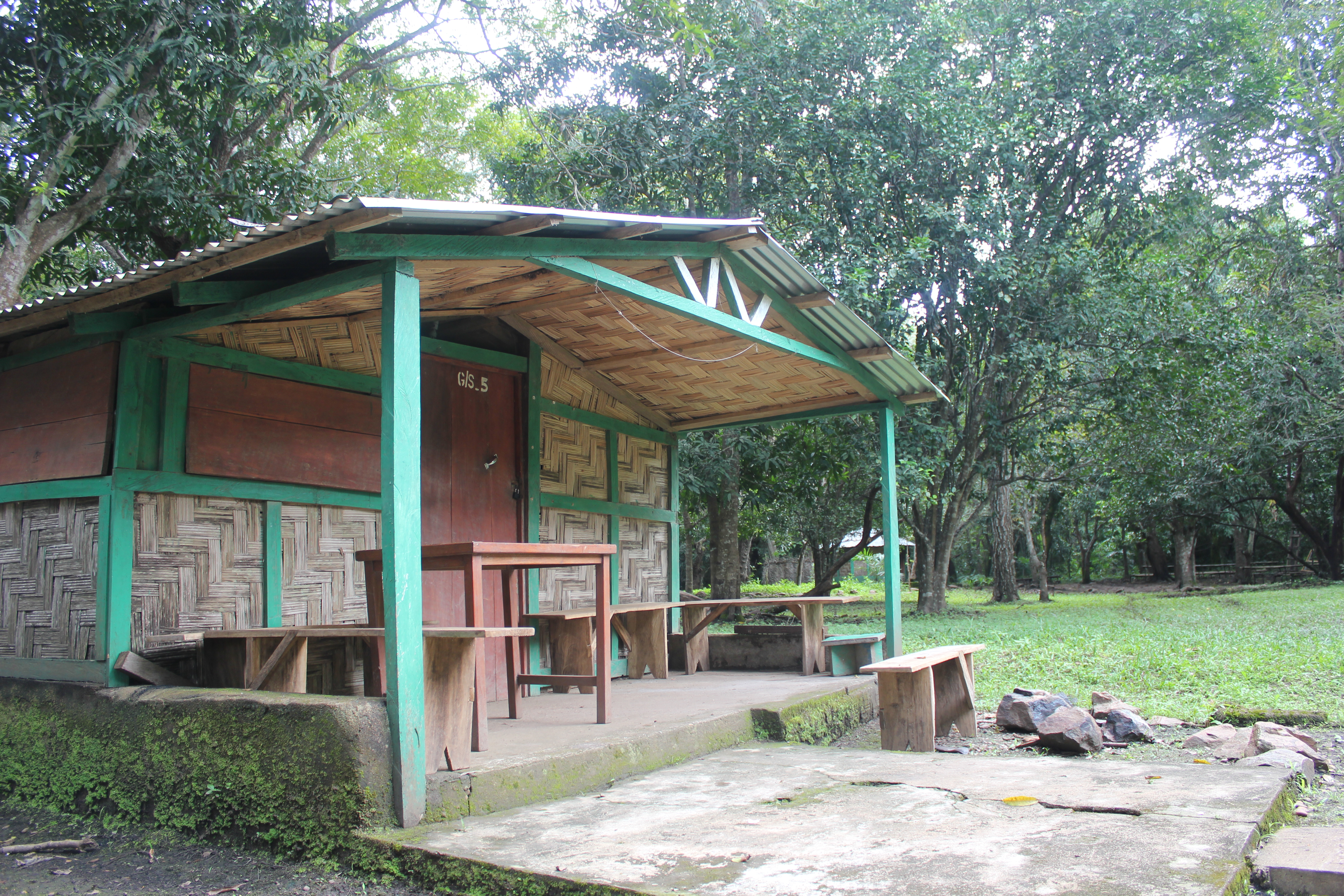
Touristenunterkunft im Nationalpark

Im Nationalpark kann man in einigen fest installierten Zelten mit gemeinschaftlichen Sanitäreinrichtungen übernachten. Essen muss selber mitgebracht werden. Von hier kann man an organisierten Kanu-Touren sowie Wanderungen durch tropischen Regenwald und Feuchtsavanne teilnehmen.
Außerhalb des Parks gibt es ca. 15 Kilometer entfernt, in Kamakwie, sehr einfache Unterkünfte.
Im Nationalpark gibt es markierte Wanderwege und es können geführte Kanu- und Wandertouren unternommen werden. Es gibt keine Elektrizität oder Trinkwasser.